# Funeral Diner
Funeral Diner est un groupe de screamo américain, originaire de Half Moon Bay, en Californie, près de San Francisco. 

## Biographie
Le groupe décrit son style musical comme du « hardcore mélodique, hurlant et chaotique. » Pendant leurs dernières années, le groupe s'établit comme culte parmi les fans, et a joué dans plusieurs pays comme les États-Unis, bon nombre de pays en Europe et le Japon,.
Funeral Diner possède un large catalogue musical composé de splits et de compilations sur de nombreux labels. Ils pressaient rarement les formats CD, et publiaient des exemplaires limités, sautant de label en label, jusqu'à leurs premiers pas chez la major Alone Records,. Leur dernier album, The Underdark, est publié chez Alone en 2005.
Les membres du groupe sont affiliés à d'autres groupes comme Nexus Six, Portraits of Past, Living War Room, Lost Ground, Sheep Squeeze, et Takaru. Après leur séparation, les membres formeront Stirling Says, ...Who Calls So Loud, Pills, et Lemonade. Bien qu'ancré dans la vague emo, punk hardcore et screamo à ses débuts, le groupe ajoute des éléments de post-rock à ses chansons. Les albums de Funeral Diner ont fait la une de plusieurs magazines spécialisés dans le rock.

## Membres

### Derniers membres
- Seth Babb - chant
- Dan Bajda - guitare, chant
- Matthew Bajda - batterie
- Dave Mello - guitare
- Ben Steidel - basse

### Anciens membres
- Sean O' Shea - basse
- Rob Beckstrom - basse
- Andy Radin - basse
- Phil Benson - chant

## Discographie

### Albums studio
- 2002 : Difference of Potential
- 2005 : The Underdark

### EP
- 2002 : The Wicked
- 2005 : Swept Under
- 2006 : Bag of Holding
- 2007 : Doors Open

### Splits
- 1999 : Nexus Six/Funeral Diner
- 2000 : The World of Forms
- 2001 : The Shivering/Funeral Diner
- 2002 : A Split Seven Inch
- 2003 : Music Inspired by Rites of Spring Part One
- 2003 : Dead City/Funeral Diner
- 2004 : I Just Want to Feel this Way Forever